# Fiumicino
 For alternative betydninger, se Fiumicino (flertydig). (Se også artikler, som begynder med Fiumicino)
Fiumicino er en by og kommune i hovedstadsområdet Città metropolitana di Roma Capitale i Lazio-regionen i det centrale Italien. Byen har 81.426 (2023) indbyggere. Byen er bl.a. kendt for Leonardo da Vinci-Fiumicino Lufthavn.